# فیری یویا
فیری یویا (به اسپانیایی: Phiri Uya) یک کوه در پرو است که در Peru, Lima Region واقع شده‌است. فیری یویا ۵٬۰۱۵ متر بالاتر از سطح دریا واقع شده‌است.